# بهرم
بَهْرَم أو بَهْرَمَان (الاسم العلمي Pericrocotus) جنس طير من الجواثم سنيات المناقير وفصيلة المذبابيات. أنواعه المعروفة 15. أعطانها تمتد من أفغانستان إلى الهند والصين واليابان وماليزيا. تألف الغابات والمواقع الرطبة حيث تكثر الحشرات. ملجنها الحياتي جماعي. جماعاتها قليلة العدد. قوتها الذباب والهوام والحشرات المجنحة والدابة. أجسامها رشيقة تطول من 18 إلى 22 سم. أثوابها جميلة الألوان الزاهية المتراكبة والمتداخلة، أعمها الأخمر على أختلاف خضاباته والأزرق والأسود والأخضر الألمس والوردي والأصفر والأشقح والأشهب. تدثن أعشاشها في الأشجار الرفيعة. أناثها تحضن البيوض بالمناوبة مع الذكور.

## الأنواع
من أنواعه:
- بهرمان ناري
- بهرمان باهر
- بهرمان وردي